# Final Fight: Streetwise
Final Fight: Streetwise es un videojuego en 3D beat-em-up de acción producido por Capcom para las consolas PlayStation 2 y Xbox en el 2006. Se trata de un Spin-off del videojuego Final Fight original, desarrollado por el estudio americano Capcom Production Studio 8 (desarrolladores de, entre otros, Final Fight Revenge y la serie Maximo), aunque la versión de Xbox estuvo a cargo de la desarrolladora Secret Level. Fue puesto a la venta en EE. UU. el 28 de febrero de 2006 y en Europa el 7 de abril del mismo año. El juego no tuvo versión para Japón.
Final Fight: Streetwise  retoma el género de los Beat'em up adaptándolo a las 3D y presenta un nuevo protagonista, Kyle Travers, hermano de Cody Travers del Final Fight original, que también aparece en la historia. Guy y Haggar también participan en el desarrollo de la trama. La historia cuenta el enfrentamiento de Kyle Travers contra un sacerdote maníaco, Padre Bella, y la distribución de una misteriosa droga llamada "Glow".

## Sistema de juego
Final Fight: Streetwise es un Beat'em up en 3D. El modo principal, que es sólo para un jugador, tiene diez minijuegos adicionales como pisar cucarachas, echar un pulso con otros luchadores, puzles, competiciones de tiro al blanco y destrozar coches en un tiempo determinado. El jugador gana dinero participando en luchas clandestinas y cumpliendo con éxito misiones secundarias, puede aprender movimiento para Kyle entrenando en varios gimnasios de la ciudad de Metro City, mientras avanza a través del juego. Un sistema de "instinto" permite contrarrestar los ataques de los oponentes, así como hacer sus ataques más poderosos.
Incluye un modo adicional, modo "Arcade", que consiste en un Beat'em up de gráficos 3D pero avance lateral en 2D, para uno o dos jugadores. No tiene sistema de mejoras de los personajes, ni marcadores o habilidades instintivas. Kyle, Cody, Guy y Haggar son los personajes disponibles para jugar en el modo "Arcade". Este modo no tiene final. El juego termina cuando la barra de vitalidad llega a cero.
El juego guarda la partida automáticamente cuando el jugador decide salir del juego. Cuando el jugador retome el juego posteriormente, el progreso continuará desde el último punto de control en lugar de la última posición del personaje.

## Sinopsis
La historia se ubica varios años después de Final Fight 3. El protagonista es Kyle Travers, el hermano menor de Cody. En Streetwise, Kyle vaga por las calles de su ciudad natal, Metro City, en la búsqueda de su hermano capturado. Kyle se encontrará con caras conocidas, así como otras nuevas.

### Historia
Kyle y Cody Travers son hermanos que participan en competiciones de lucha clandestina. El hermano pequeño de Cody, Kyle, es la estrella del club de lucha subterránea de Metro City, y pasa muchas noches luchando varios combates contra otros combatientes con el fin de ganar suficiente dinero rápido para llegar a fin de mes. 
Una noche, tras el final de una pelea, Kyle y Cody deciden reunirse en el bar local para celebrar la victoria con unas cervezas y una ronda en la mesa de billar. Sin embargo, Cody tarda casi una hora en llegar ya que, según él, tenía "negocios" que atender. Kyle se encuentra en el bar y juega al billar con Vanessa Sims, su novia y propietaria del bar (cuyo hermano es miembro del departamento de policía), mientras esperan a Cody. Kyle descubre más tarde que Cody está usando una droga poderosa que aumenta la fuerza llamada "glow", que también ayuda a mitigar el dolor que le produce la artritis en sus rodillas. Kyle descubre más adelante que esa "glow" está siendo fabricada por un sacerdote psicótico llamado Padre Bella, cuyo plan real es utilizar el medicamento para provocar el apocalipsis. Cuando Kyle se encuentra a Bella en el techo de su iglesia, Cody está con él, mutado por una dosis masiva de "glow". Más tarde se reveló que Bella es en realidad el hermano menor de Belger, el antagonista del Final Fight original, justo antes de que él y Kyle comiencen a luchar.
Durante la batalla, Cody recupera la cordura y se lanza contra Bella, que provoca que ambos caigan de la azotea. En el patio de la iglesia, en el que tanto Bella como Cody han aterrizado y han sobrevivido, Bella desenfunda su pistola, pero es detenido por Kyle. Bella grita "¡Yo soy tu salvador!", pero Kyle recoge el arma, contestándole "Tú no eres nadie". Kyle apunta y dispara a Bella en la cabeza. Después de esto, se acerca a Cody, que se encuentra inconsciente en el suelo.
Algún tiempo después, Kyle y Cody se despiertan en el hospital, donde se encuentran con Vanessa, cuyo hermano fue asesinado en la batalla final (se ve cómo ella agarra la insignia de su difunto hermano en su memoria). La artritis de Cody se ha curado y se muestra impaciente por volver a la lucha. Kyle se da cuenta, mientras mira las noticias en televisión, que el Dr. Chang, el creador del "glow", ha abandonado el departamento de policía. Kyle murmura que tiene la sensación de que el problema aún no ha terminado.

### Personajes
El protagonista del juego es Kyle Travers, hermano menor de Cody Travers del Final Fight original. Kyle es un ex-marine de 27 años de edad que ha vivido en las calles de Metro City, junto con Cody, desde la infancia. Viniendo de una familia disfuncional, Kyle fue criado por su hermano, quien le enseñó cómo sobrevivir en las calles y ganarse el respeto. Haggar revela que Kyle era un chico conflictivo y matón antes de unirse a los militares. Más tarde, como experto luchador, Kyle utiliza su talento para ganarse la vida en el club de la lucha local. Parte en busca de Cody después de que éste sea secuestrado en el bar de la novia de Kyle. Su novia, Vanessa Sims, y su hermano, el sargento Sims, ayudan a Kyle en su búsqueda, proporcionándole información vital.
Entre los enemigos a batir en las luchas clandestinas se encuentran Hugo Andore, de Final Fight, Cammy de Super Street Fighter II y Joe (procedente del primer videojuego Street Fighter con el alias de "Ghost".
El villano del juego es Padre Bella. Él ha estado distribuyendo una nueva droga llamada "Glow" por toda Metro City. Más tarde reveló que él es el hermano menor de Belger, el antagonista del primer Final Fight.
Posion, una controvertida personaje transexual original de Final Fight y Final Fight Revenge, fue planeada originalmente para estar en el juego. Este hecho se sabe porque aparece en la galería de ilustraciones del juego, en la que aparece con el pelo rojo. Se desconoce el papel que se suponía que debía desempeñar en la trama, como tampoco se sabe si iba a ser aliada o enemiga. No se sabe por qué ella fue eliminada del juego.

## Desarrollo
Antes de iniciarse el desarrollo de Final Fight: Streetwise, Capcom se encontraba produciendo un nuevo título, Final Fight: Seven Sins, que contaba con una historia, personajes y sistema de juego completamente distintos, así como un apartado gráfico en Cel shading.
Un cómic promocional, ilustrado por el artista y actor de voz Trent Kaniuga, se incluyó con las pre-reservas del juego en EE. UU.

### Banda sonora
Además de "remixes" de temas del juego original, la banda sonora estuvo a cargo de RZA, Mos Def, Fear Factory, Slipknot, Soulfly, Dub Pistols, Shadows Fall, Opeth, Lil' Flip, Nappy Roots, Dujeous y Gizmachi.

## Recepción
Tras su puesta a la venta, el juego fue mal recibido con críticas negativas en general, recibió una puntuación media de 47% en GameRankings y no pudo alcanzar el éxito que se esperaba. Muchas revistas especializadas, incluyendo IGN, GameSpot, GameSpy y Game Informer presentaron quejas sobre fallos en el juego, por lo general terminando con una crítica negativa. Muchos críticos afirmaron que, mientras que el juego ofrece un modo de juego sencillo y funcional al igual que en el Final Fight original, queda arruinado por los fallos en otros aspectos. 
En la prensa española, recibió un 3/10 en Meristation y un 64/100 en VicioJuegos.

## Otros datos de interés
- Es el primer juego de la serie que hace gala de una violencia extrema, lenguaje fuerte, citas sexuales rayando en lo explícitas, sangre y consumo masivo de drogas y alcohol.
- Entre los jefes del juego, se pueden encontrar un par de personajes de Street Fighter que son Cammy y Joe (del primer Street Fighter, aunque en este juego aparece bajo el alias de "Ghost"). También aparece Hugo Andore, uno de los jefes del Final Fight original.
- Incluye como extra desbloqueable una conversión perfecta del arcade original de Final Fight de la década de 1990. Para desbloquearlo, hay que golpear la máquina recreativa de Final Fight ubicada en el bar de Vanessa Sims.
- Es una copia de Crime Life: Gang Wars.